# 3 octombrie
ianuarie • februarie • martie  • aprilie  • mai  • iunie  • iulie  • august  • septembrie  • octombrie  • noiembrie  • decembrie
3 octombrie este a 276-a zi a calendarului gregorian și a 277-a zi în anii bisecți. Mai sunt 89 de zile până la sfârșitul anului.

## Evenimente

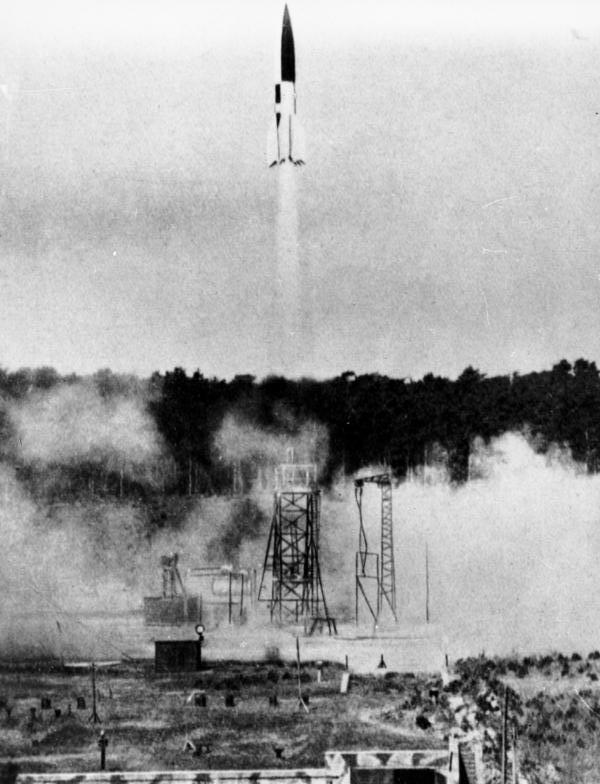
1942: Racheta germană V-2, prima rachetă balistică din lume și primul obiect care a făcut un zbor suborbital a fost testată cu succes pentru prima oară.

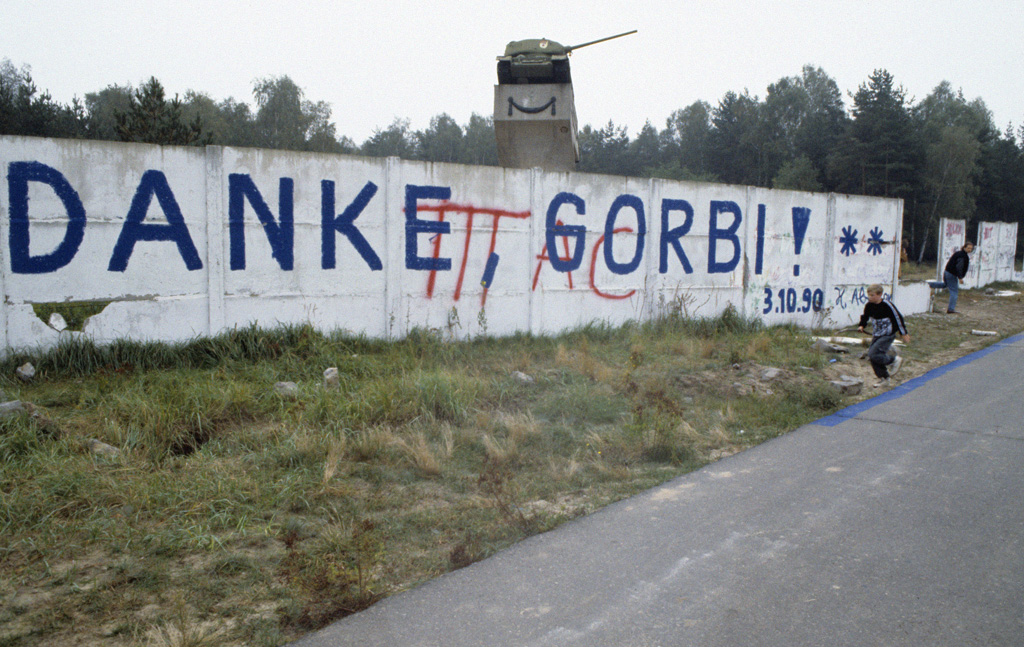
1990: Reunificarea Germaniei- Germania de Est aderă la Germania de Vest, astfel ziua de 3 octombrie înlocuiește ziua de 17 iunie ca zi de sărbătoare națională a Germaniei.

- 52 î.Hr.: Războaiele galice: Vercingetorix, liderul galilor, se predă romanilor conduși de Iulius Caesar, punând capăt asediului și bătăliei de la Alesia.
- 42 î.Hr.: Prima bătălie de la Filipi. Triumvirii Octavian și Marc Aureliu se confruntă cu asasinii lui Cezar - Brutus și Cassius, fără ca vreuna din părți să obțină victoria.[1]
- 382: Împăratul roman Teodosiu I încheie un tratat de pace cu goțiii împinși de huni peste Dunăre.
- 1385: Prima menționare a județului Jaleș (Țara Românească).
- 1552: Trupele lui Ivan cel Groaznic cuceresc orașul Kazan și integrează khanatul cu același nume în noul stat rus. Căderea Kazanului deschide calea expansiunii Rusiei în Siberia.
- 1739: Tratatul de la Nissa semnat între Imperiul Otoman și Rusia duce la sfârșitul războiului ruso-turc 1736–1739.
- 1778: Căpitanul englez James Cook ajunge în Alaska.
- 1789: George Washington propagă ziua de joi, 26 noiembrie 1789, Ziua Recunoștinței.
- 1849: Autorul american Edgar Allan Poe este găsit căzut pe un trotuar în orașul Baltimore, Maryland în stare de confuzie mintală după o dispariție de câteva zile. Este ultima dată când este văzut în public înainte de moartea sa.
- 1863: Președintele american Abraham Lincoln a declarat ultima joi din luna noiembrie drept Thanksgiving Day („Ziua Recunoștinței”).
- 1908: Ziarul "Pravda" este fondat de Lev Troțki, Adolph Joffe, Matvei Skobelev și alți ruși exilați la Viena.
- 1918: Regele Boris al III-lea al Bulgariei accede la tron.
- 1929: „Regatul sârbilor, croaților și slovenilor” își schimbă numele în „Regatul Iugoslaviei”.
- 1932: Irakul își câștigă independența față de Marea Britanie.
- 1935: A început agresiunea Italiei împotriva Etiopiei.
- 1942: Racheta germană  A4-/V-2, prima rachetă balistică din lume și primul obiect care a făcut un zbor suborbital a fost testată cu succes pentru prima oară. Cu o înălțime maximă de 84,5 kilometri și o rază de acțiune de 190 de kilometri, devine primul dispozitiv artificial care ajunge în spațiul cosmic.
- 1945: A fost înființată Federația Sindicală Mondială - FSM.
- 1952: Marea Britanie testează cu succes arme nucleare și devine a treia putere nucleară a lumii.
- 1953: Participarea capitalului străin la exploatarea petrolului, este interzisă în Brazilia.
- 1960: Niger își câștigă independența față de Franța.
- 1962: Programul Mercury: Sigma 7 este lansată la Cape Canaveral, cu astronautul Wally Schirra la bord, pentru șase orbite timp de nouă ore de zbor.
- 1990: Reunificarea Germaniei: Germania de Est aderă la Germania de Vest, astfel ziua de 3 octombrie înlocuiește ziua de 17 iunie ca zi de sărbătoare națională a Germaniei.
- 1994: În alegerile generale din Brazilia, Fernando Henrique Cardoso este ales cu o largă majoritate ca președinte al Braziliei.
- 2005: Eclipsă inelară parțială de soare.

## Nașteri
- 1379: Henric al III-lea al Castiliei (d. 1406)
- 1458: Sfântul Cazimir, Patron al Lituaniei și al Poloniei (d. 1484)
- 1784: Johann Karl Ehrenfried Kegel, agronom german și cercetător al peninsulei Kamceatka (d. 1863)
- 1797: Leopold al II-lea, Mare Duce de Toscana (d. 1870)
- 1804: Allan Kardec, pedagog francez și spiritist (d. 1869)
- 1839: Teodor T. Burada, folclorist, etnograf și muzicolog român (d. 1923)
- 1863: Constantin N. Hurmuzaki, entomolog, filosof, jurist român (d. 1937)
- 1867: Pierre Bonnard, pictor, ilustrator și litograf francez (d. 1947)
- 1872: Hermann Anschütz-Kaempfe, cercetător german, inventator al busolei giroscopice (d. 1931)
- 1885: Pál Auer, politician, scriitor, memorialist, jurnalist și diplomat maghiar (d. 1978)
- 1886: Alain-Fournier, scriitor francez (d. 1914)

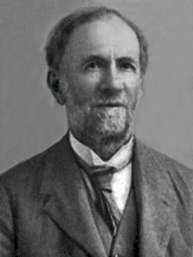
Constantin N. Hurmuzaki, entomolog, filosof, jurist român
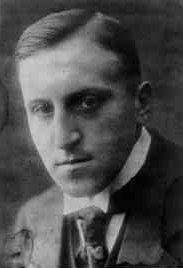
Carl von Ossietzky, sriitor și pacifist german
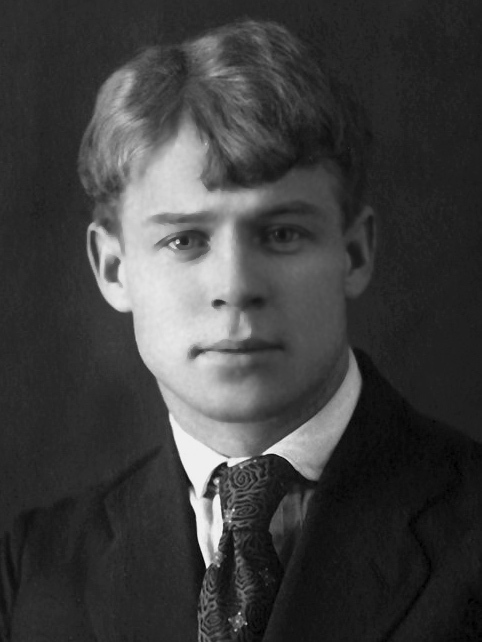
Serghei Esenin, poet rus

- 1889: Carl von Ossietzky, jurnalist, scriitor și pacifist german, laureat al Premiului Nobel pentru Pace (d. 1938)
- 1895: Serghei Esenin, poet rus (d. 1925)
- 1897: Louis Aragon, scriitor francez (d. 1982)
- 1904: Charles Pedersen, chimist american, laureat al Premiului Nobel (d. 1980)
- 1919: James M. Buchanan, economist american, laureat Nobel (d. 2013)
- 1919: Jean Lefebvre, actor francez (d. 2004)
- 1923: Francisc Baraniay, pictor român de etnie maghiară (d. 2013)
- 1927: Radu Miron, matematician român (d. 2022)
- 1932: Mircea Drăgan, regizor român (d. 2017)
- 1935: Charles Duke, astronaut american
- 1936: Steve Reich, compozitor american
- 1940: Leni Dacian, balerină, coregrafă și actriță de film română
- 1943: Jeremiasz Anchimiuk, arhiepiscop al Bisericii Ortodoxe Poloneze (d. 2017)
- 1949: Lindsey Buckingham, muzician american
- 1954: Ioan Groșan, prozator român
- 1959: Silvia Dumitrescu, solistă română de muzică ușoară
- 1964: Clive Owen, actor britanic
- 1967: Denis Villeneuve, regizor canadian
- 1969: Radu Pavel Gheo, prozator, eseist și dramaturg român
- 1969: Massimiliano Papis, pilot italian

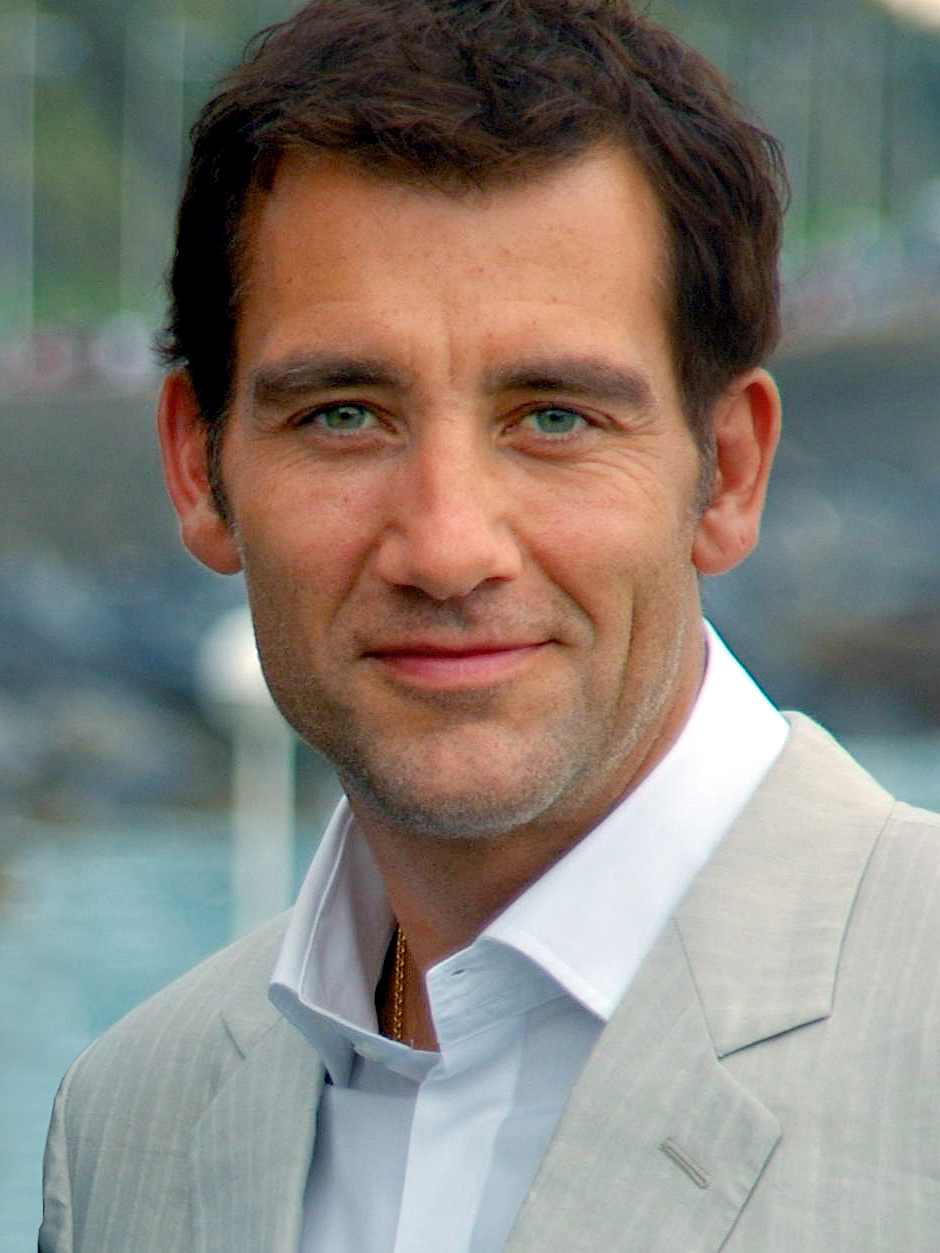
Clive Owen, actor britanic
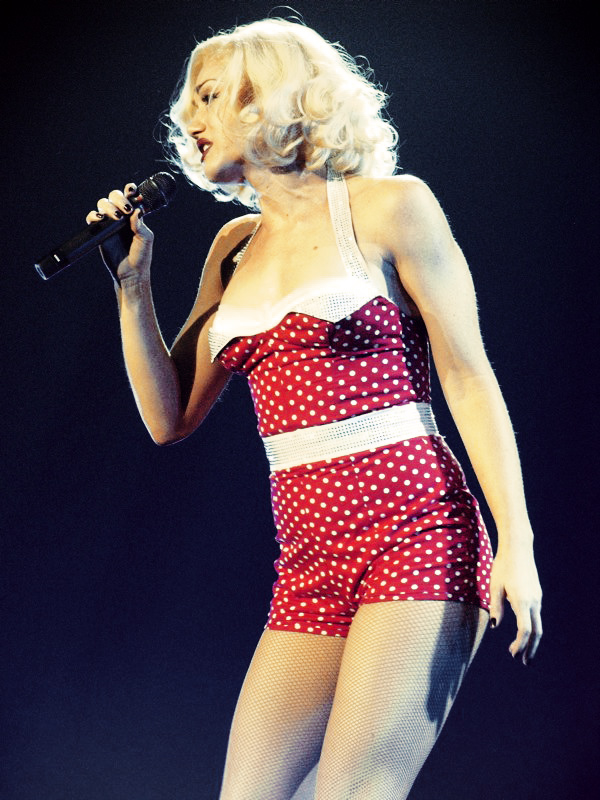
Gwen Stefani, cântăreață americană (No Doubt)
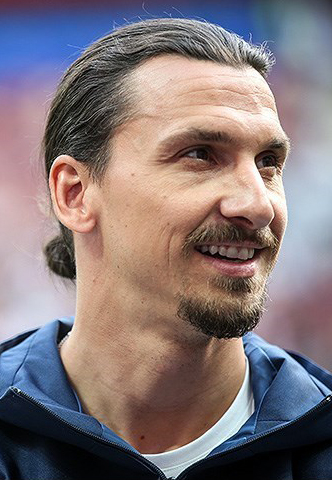
Zlatan Ibrahimović, fotbalist suedez

- 1969: Gwen Stefani, cântăreață americană (No Doubt)
- 1973: Neve Campbell, actriță americană
- 1973: Lena Headey, actriță britanică
- 1975: Talib Kweli, rapper american
- 1976: Seann William Scott, actor american
- 1978: Gerald Asamoah, fotbalist german
- 1978: Claudio Pizarro, fotbalist peruan
- 1981: Zlatan Ibrahimović, fotbalist suedez
- 1981: Andreas Isaksson, fotbalist suedez
- 1984: Ashlee Simpson, cântăreață americană
- 1987: Johanna Ahlm, jucătoare de handbal suedez
- 1988: Maximiliano Arias, fotbalist uruguayan
- 1988: Alex Dowsett, ciclist britanic
- 1988: Alicia Vikander, actriță suedeză
- 1990: Maria Fisker, jucătoare de handbal daneză

## Decese
- 1226: Francisc de Assisi, întemeietorul ordinului franciscan (n. 1181)
- 1568: Elisabeta de Valois, soția regelui Filip al II-lea al Spaniei (n. 1545)
- 1856: Rafael Tegeo, pictor spaniol (n. 1798)
- 1880: Adolphe-Félix Cals, pictor francez (n. 1810)
- 1929: Gustav Stresemann, politician german, cancelar al Germaniei, laureat Nobel (n. 1878)
- 1929: Carl Wolff, economist, jurnalist și politician sas (n. 1849)

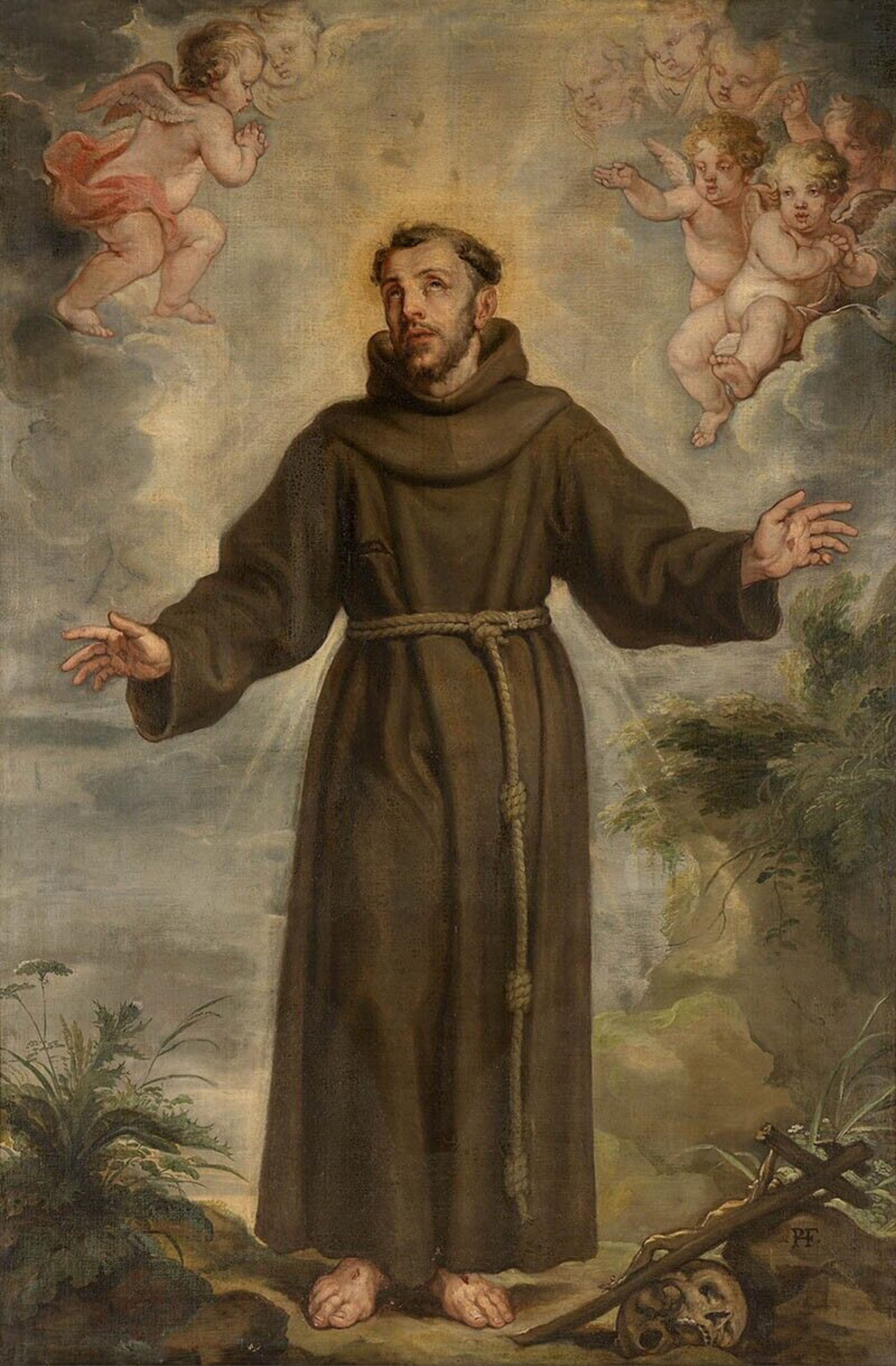
Francisc de Assisi, întemeietorul ordinului franciscan
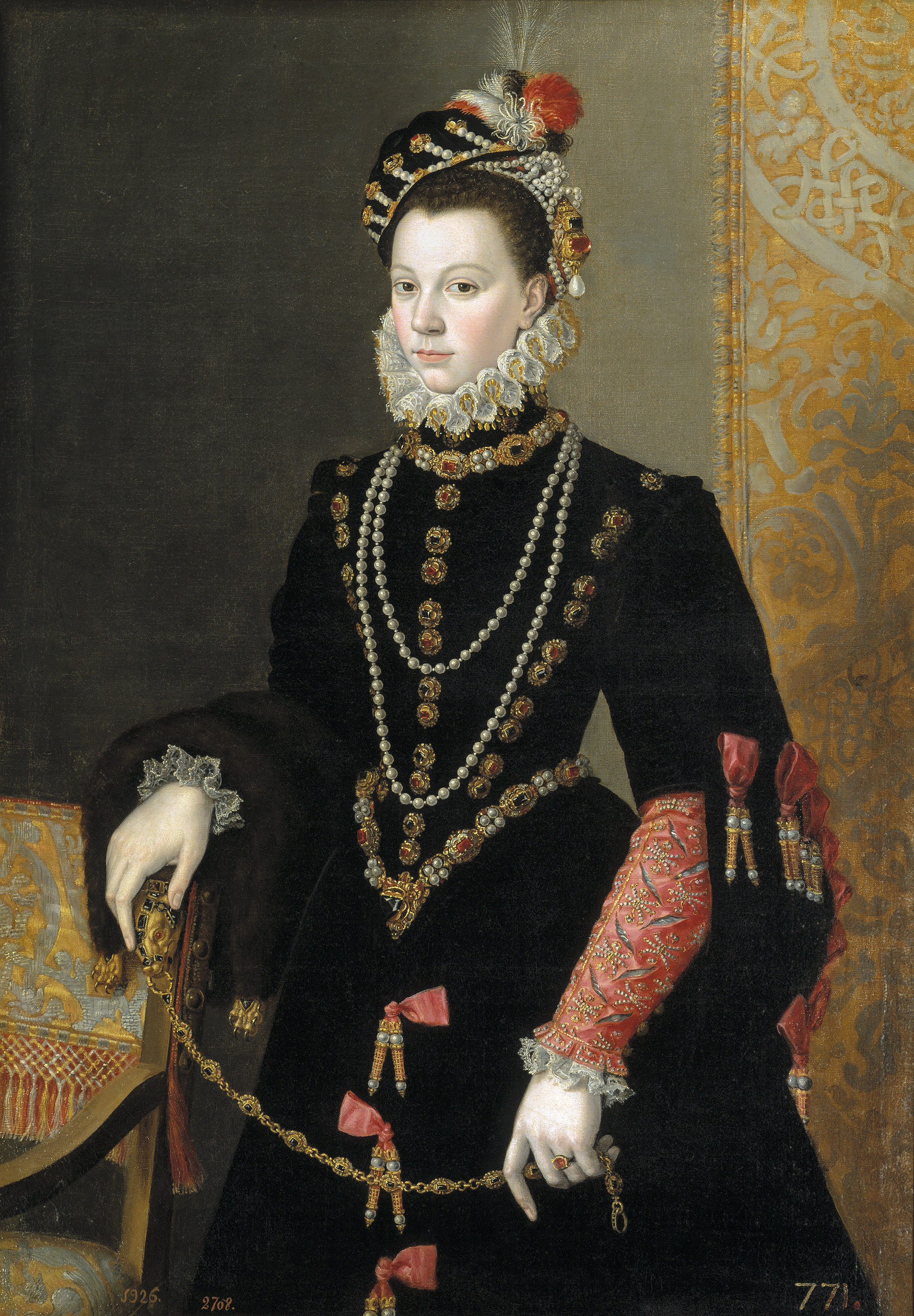
Elisabeta de Valois, soția regelui Filip al II-lea al Spaniei
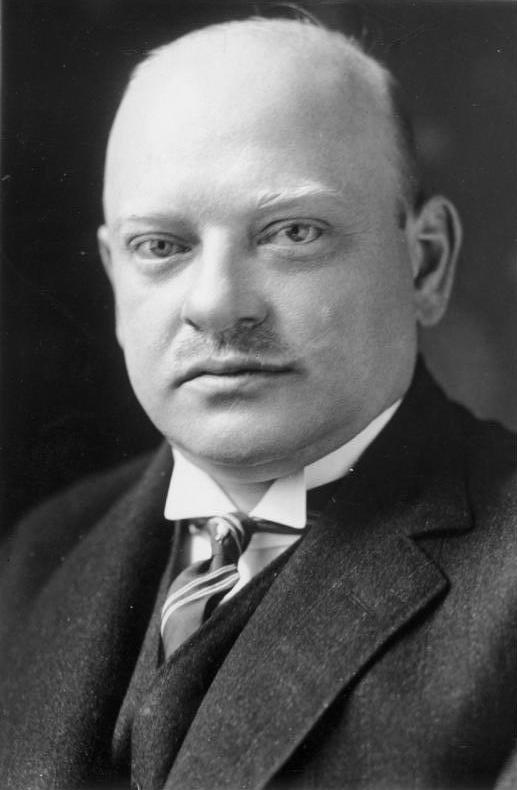
Gustav Stresemann, cancelar al Germaniei, laureat Nobel

- 1932: Max Wolf, astronom german, pionier în domeniul astrofotografiei (n. 1863)
- 1961: József Grősz, arhiepiscop romano-catolic, deținut politic (n. 1887)
- 1970: Prințesa Victoria Adelaide de Schleswig-Holstein (n. 1885)
- 1971: Adelheid de Habsburg-Lorena, fiica cea mare a împăratului Carol I al Austriei (n. 1914)
- 1987: Jean Anouilh, dramaturg francez (n. 1910)
- 1999: Akio Morita, inventatorul walkman-ului (n. 1921)
- 2000: Olga Necrasov, antropolog român de origine rusă (n. 1910)
- 2006: Sandu Sticlaru, actor român (n. 1923)
- 2008: Aurel Stroe, compozitor, profesor, muzician, autor, publicist și muzicolog român (n. 1932)
- 2017: Jalal Talabani, politician irakian, al 6-lea președinte al Irakului (n. 1933)

## Sărbători
- Sfântul Dionisie Areopagitul; Sfântul mucenic Teoctist (calendarul ortodox și greco-catolic)
- Sfântul Dionisie Areopagitul, fericitul Szilárd Bogdánffy (1911-1953) (calendarul romano-catolic)
- Sfântul Francisc din Assisi (calendarul romano-catolic)
- Germania: Ziua națională. Ziua Unității Germane (Tag der Deutschen Einheit) (din 1990)
- Coreea de Sud: Gaecheonjeol, fondarea de Coreea (2333 î.Hr.)